# 吳宓舊居
吳宓舊居位於重慶市北碚區西南大學內，文物遺址年代為1950年，2009年12月15日列為第二批重慶市文物保護單位。